# Гая (аэропорт)
Аэропорт Гая (англ. Gaya Airport) (ИАТА: GAY, ИКАО: VEGY) — аэропорт в Индии, в штате Бихар, обслуживающий город Гая. Аэропорт находится в 5 километрах от храма города Бодхгае, который является местом просветления Будды. Это второй по загруженности аэропорт в штате Бихар после аэропорта Патна. 
Площадь аэропорта 954 гектаров, имеются планы по расширению аэропорта. Аэропорт в первую очередь обслуживает буддистских туристов, приезжающих из Шри-Ланки и Юго-Восточной Азии.